# Kybos rufescens
Kybos rufescens är en insektsart som beskrevs av Melichar 1896. Kybos rufescens ingår i släktet Kybos och familjen dvärgstritar. Arten är reproducerande i Sverige. Utöver nominatformen finns också underarten K. r. matsumurai.

## Bildgalleri

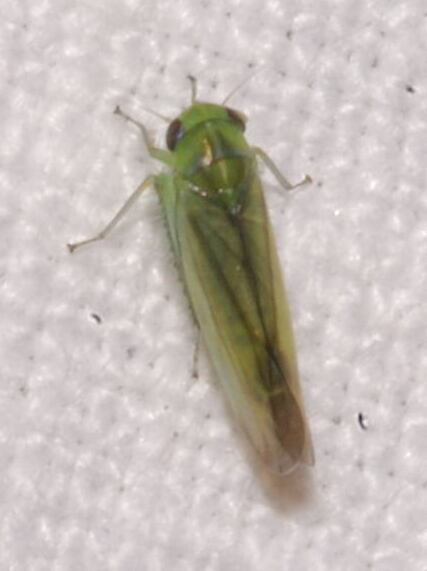